# BELOVED (單曲)
BELOVED是GLAY的第9張單曲。

## 簡介
- 第3張原創專輯『BELOVED』的先發單曲。
- 獲得1996年12月6日、第29屆全日本有線放送大獎金獎。
- TBS電視台『夏日求婚』日劇主題曲。這是GLAY的第1首日劇主題曲，首週銷售量超過10萬張，總銷售量高達80萬張以上。
- 從這張單曲道2010年發行的「Precious」15年間、全部單曲打入ORICON單曲榜TOP 3。

## 收錄曲目
1. BELOVED
2. Together (new version with orchestra)
3. BELOVED （ORIGINAL KARAOKE）

## 收錄專輯
- BEAT out!（單曲版本）
- BELOVED（專輯版本）
- REVIEW-BEST OF GLAY
- DRIVE-GLAY complete BEST
- rare collectives vol.1
- -Ballad Best Singles- WHITE ROAD
- THE GREAT VACATION VOL.2 〜SUPER BEST OF GLAY〜
- rare collectives vol.3（LIVE版本）